# Combustion Engineering
Combustion Engineering (C-E) était une entreprise d'ingénierie américaine leader dans le domaine des systèmes de production d'énergie. À son apogée, elle regroupait environ 30 000 employés dans une douzaine d'États américains. Son quartier général se trouvait à Stamford dans le Connecticut.
Les activités liées aux énergies fossiles ont été rachetées par Alstom en l'an 2000, et les activités nucléaires ont été rachetées par Westinghouse, aussi en l'an 2000.

## Centrales nucléaires
Les centrales nucléaires américaines suivantes ont été construites par Combustion Engineering : 
1. Centrale nucléaire de Calvert Cliffs
2. Centrale nucléaire de Palo Verde
3. Centrale nucléaire de Millstone
4. Centrale nucléaire de San Onofre
5. Centrale Arkansas Nuclear One
6. Centrale nucléaire de Ste Lucie
7. Centrale nucléaire de Fort Calhoun
8. Centrale nucléaire de Waterford
9. Centrale nucléaire de Palisades
10. Centrale nucléaire de Maine Yankee